# Alfonso Carlos de Borbón

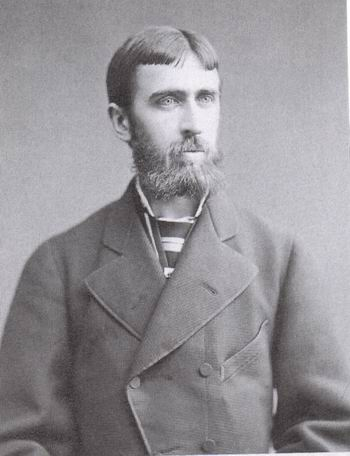
Alfonso Carlos de Borbón

Don Alfonso Carlos (I.) de Borbón y Austria-Este, vollständiger Name Don Alfonso Carlos Fernando José Juan Pío de Borbón y Austria-Este (* 12. September 1849 in London, Großbritannien; † 29. September 1936 in Wien, Österreich) war bekannt als Herzog von San Jaime und als Herzog von Anjou. Er war ab 1931 carlistischer Prätendent auf den spanischen Thron. Mit seinem Tod endete die erste carlistische Linie, nicht jedoch die carlistische Bewegung.

## Leben
Alfonso Carlos war der zweite Sohn von Juan (III.) Carlos de Borbón, Graf von Montizón (1822–1887) und seiner Frau Erzherzogin Maria Beatrix von Österreich-Este (1824–1906), jüngste Tochter des Erzherzogs Franz IV., Herzog von Modena und Reggio und Prinzessin Maria Beatrix von Savoyen. Seine Großeltern väterlicherseits waren Carlos María Isidro de Borbón und Doña Maria Francesca de Bragança, Infantin von Portugal.
Am 26. April 1871 heiratete Don Alfonso Carlos in Lissabon seine Cousine (Zweiten Grades) Maria de las Neves de Bragança, Infantin von Portugal (1852–1941), Tochter des portugiesischen Königs Miguel I. und seiner Frau Prinzessin Adelheid von Löwenstein-Wertheim-Rosenberg. Aus der harmonischen Ehe ging ein Sohn hervor, dieser starb aber kurz nach der Geburt.
Alfonso Carlos starb am 29. September 1936 in Wien, nachdem er am Vortag auf dem Weg zu einem Spaziergang im Belvederegarten in der Prinz-Eugen-Straße von einem Taxi angefahren worden war. Er wurde auf Schloss Puchheim bestattet. Von 1936 bis 1952 gab es keinen offiziellen Prätendenten der carlistischen Bewegung.
Nach seinem Tod war Alfons XIII. Familienoberhaupt, der nach Rom ins Exil gegangene frühere König Spaniens, womit theoretisch die Spaltung der spanischen Bourbonen in zwei sich befehdende Linien hätte behoben sein können. Allerdings waren viele Carlisten der Ansicht, dass Alfons XIII. und sein Sohn Juan, Graf von Barcelona, sich unter dem Gesichtspunkt der „Legitimität durch Taten“ als Anführer der Bewegung disqualifiziert hatten. Alfonso Carlos, der letzte Prätendent des carlistischen Zweiges der Bourbonen, hatte kurz vor seinem Tod noch selbst Prinz Javier (I.) de Borbón-Parma y Braganza (1889–1977) als Regenten bestimmt, da dieser der am nächsten verwandte Bourbone war, der die carlistischen Ideale hochhielt.